# Xã Cauthron, Quận Scott, Arkansas
Xã Cauthron (tiếng Anh: Cauthron Township) là một xã thuộc quận Scott, tiểu bang Arkansas, Hoa Kỳ. Năm 2010, dân số của xã này là 160 người.